# هيلين إينسورث
هيلين إينسورث (بالإنجليزية: Helen Ainsworth)‏ هي منتجة أفلام وممثلة أمريكية، ولدت في 10 أكتوبر 1901 في سان خوسيه في الولايات المتحدة، وتوفيت في 18 أغسطس 1961 في هوليوود في الولايات المتحدة.

## وصلات خارجية
- هيلين إينسورث على موقع IMDb (الإنجليزية)
- هيلين إينسورث على موقع أول موفي (الإنجليزية)
- هيلين إينسورث على موقع قاعدة بيانات الفيلم (الإنجليزية)